# Зёллинген (Нижняя Саксония)
Зёллинген (нем. Söllingen) — община в Германии, в земле Нижняя Саксония.
Входит в состав района Хельмштедт. Подчиняется управлению Хезеберг. Население составляет 670 человек (на 31 декабря 2010 года). Занимает площадь 11,55 км².
| Год  | Население |
| ---- | --------- |
| 1990 | 781       |
| 1995 | 765       |
| 2000 | 715       |
| 2005 | 673       |
| 2010 | 659       |